# La Voix de son maître
Pour les articles homonymes, voir HMV (homonymie) et La Voix de son maître (film).
La Voix de son maître, connu à l'international sous le nom His Master's Voice (HMV), est un label discographique britannique, basé à Londres, en Angleterre, fondé en 1899. Il appartient historiquement à EMI Group et au groupe Sony Music Entertainment pour l'Amérique du Nord depuis les années 2000. En raison de cette diversité de propriétaires, ce label n'est plus utilisé internationalement depuis les années 1990. L'enseigne HMV est aussi celle d'un détaillant de biens culturels (disques, livres) dans quelques pays, lequel se déclare en faillite à la fin de l'année 2018.
La Voix de son maître a aussi été en France, à partir des années 1950, une marque de la société Pathé-Marconi pour la commercialisation de produits audiovisuels : tourne-disques, postes de radio, de télévision.

## Histoire

### Origines et fondation

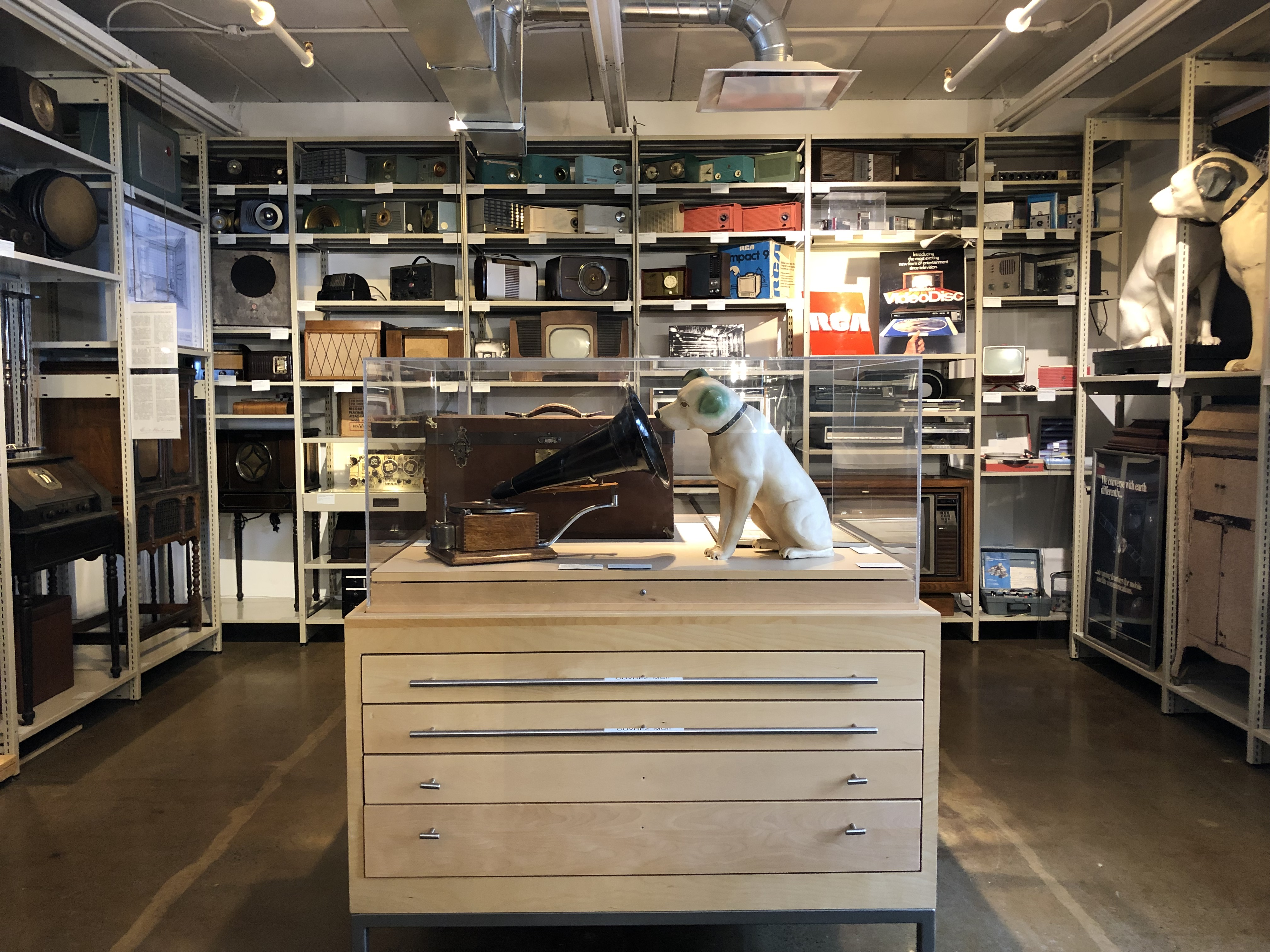
Représentation de Nipper au Musée des ondes Émile Berliner.

En 1885, dix ans après le cylindre du phonographe inventé par Charles Cros, Emile Berliner développe un système de disque plus facile à produire industriellement et plus pratique à ranger, ainsi que l'appareil qui sert à lire ou enregistrer ce support, le gramophone. Or, Berliner a déjà une société, qu’il a nommée la Gramophone Company, laquelle fabrique les « anciens » rouleaux en métal, mais qui a déjà un logotype. Celui-ci représente… un petit ange en train d’écrire sur le tube avec une plume d’oie, l’époque étant friande de symboles mythologiques ou divins : on avait donc choisi le symbole de « La Voix des anges ». Les disques Gramophone, au départ gravés sur une seule des deux faces, et portant cet ange sur l'étiquette, à l'inverse des disques à saphir Pathé gravés en profondeur, étaient déjà gravés latéralement en utilisant une aiguille, le sillon partant de la périphérie pour aller vers le centre.
Le nom de His Master's Voice (en français : « La voix de son maître ») est, à l’origine, le titre d’un tableau de 1898-1899 peint par Francis Barraud et représentant son chien de la race Jack Russell terrier, baptisé Nipper, écoutant au pavillon d’un phonographe à cylindre. Ce modèle d’un type rare fonctionnant à l’électricité, était connu sous le nom de « phonographe Edison-Bell », et était produit par l’usine de Thomas Edison pour le seul marché britannique.

### Logo avec Nipper le chien

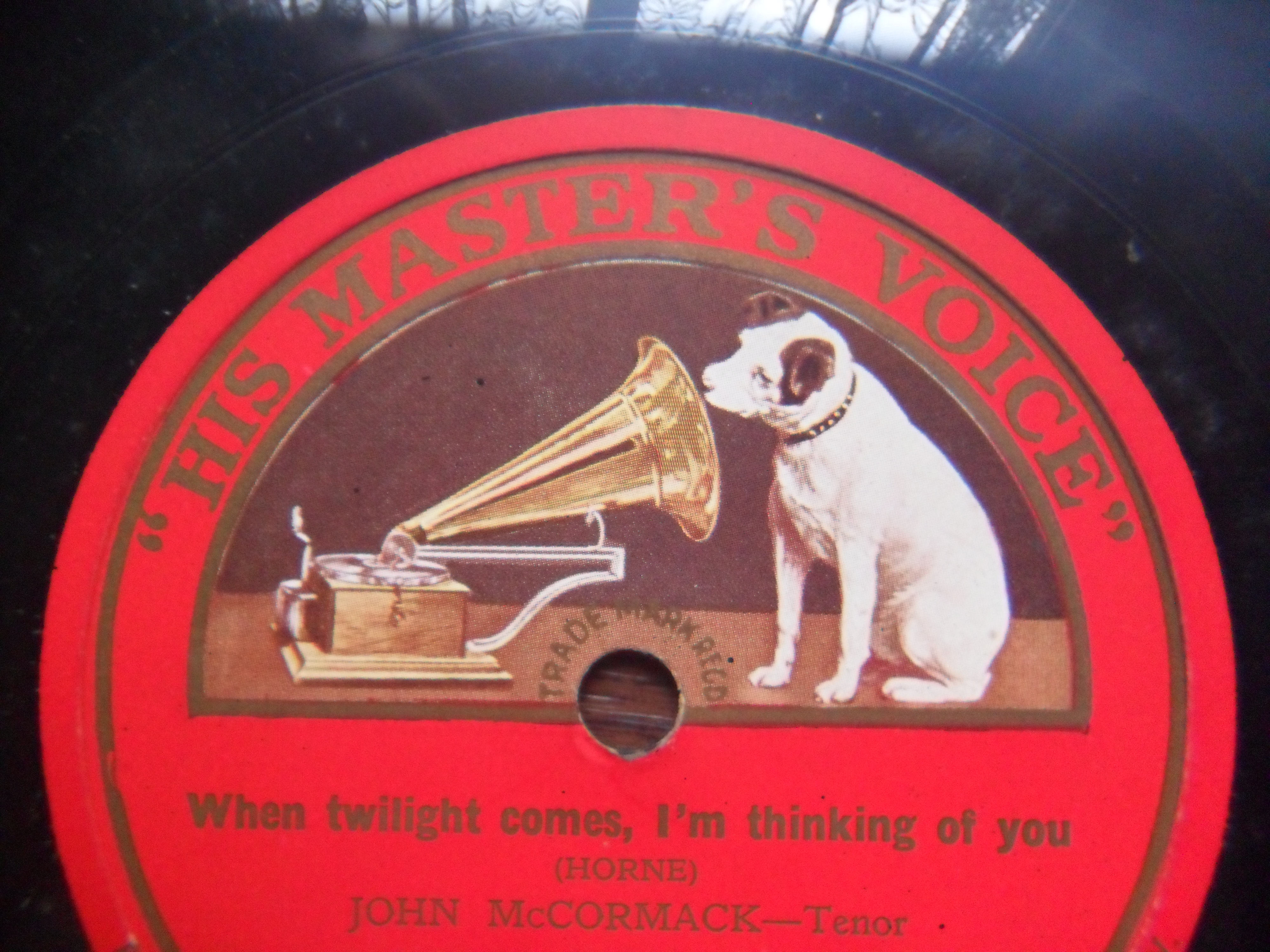
Disque sur lequel figurent le logo avec Nipper, le chien mascotte, et l’inscription concentrique His Master's Voice (en français, « La Voix de son maître »).

Le patron de la Gramophone Company souhaite une image plus accrocheuse pour sa découverte. William Barry Owen, de cette société, demande en 1900 au peintre Francis Barraud de remplacer, sur son tableau intitulé La Voix de son maître, le phonographe par un tourne-disques de type gramophone, de sorte que la nouvelle version du tableau puisse servir de support de communication à sa société. Barraud s’exécute et l’usage publicitaire par la Gramophone Company et sa filiale américaine, la Victor Talking Machine Company, commence au début du XXe siècle. Elle devient ainsi l’une des marques commerciales les plus facilement reconnaissables du monde. En outre, RCA commence à l’utiliser à partir de 1929.
Ce logotype devient alors l'un des plus célèbres de l'histoire de la publicité. Pendant soixante-dix ans — à partir de 1925 environ — les étiquettes de disques comportent l’image du chien à l’oreille tendue. Mais l'inscription concentrique sur l'étiquette des disques 78 tours des années 1930 restant toutefois « Disque Gramophone », ceci jusqu'aux années 1940.
À partir des années 1980, on retrouve aussi le logo avec Nipper sur les magnétoscopes JVC (sigle de « Japan Victor Company ») vendus au Japon sous le nom « Victor ».

### Association avec EMI et Pathé-Marconi
En 1931, EMI Group est créé qui récupère les actifs de la Gramophone Company dont la marque His Master’s Voice (HMV). En 1936, EMI crée en France la filiale Pathé-Marconi et traduit selon le pays la marque sur son logotype HMV, ce qui donne « La Voix de son maître » pour les pays francophones.
Pathé-Marconi est souvent associé au slogan « La Voix de son maître » car depuis 1936, jusqu'au milieu des années 1990, il existe un label de disques vinyles, Les Industries musicales et électriques Pathé Marconi renommé en 1972 Pathé Marconi EMI. Ce label est édité par EMI. Au début des années 1950, lors de l'apparition des microsillons et au cours de la diminution simultanée de la production des 78 tours, l'étiquette avec l’image du chien Nipper se maintient, mais en remplaçant l'intitulé d’accompagnement Disque Gramophone, par le libellé de la marque : en anglais : His Master’s Voice (HMV), en français La Voix de son maître, en espagnol La Voz de su Amo, et en italien La voce del padrone.
Au début des années 1970, l'appellation devient « EMI - La Voix de son maître », et l'étiquette sur les microsillons représentant le chien Nipper devant le pavillon est réduite dans un rectangle plus petit. Cette image du chien Nipper est remise à l'honneur en grand sur les étiquettes « La Voix de son maître » au milieu des années 1980.

### Abandon des marques
En 1990, le label prend le nom d'EMI France et abandonne ainsi toute référence à Pathé-Marconi et, au milieu des années 1990, en Grande-Bretagne, le label HMV n'est plus utilisé par EMI, et c'est l'étiquette EMI Classics qui prend la relève.
En Amérique du Nord, les droits d'utilisation de la marque appartiennent à RCA Victor (par la suite label du groupe Sony Music Entertainment) et au groupe Hilco dans les autres régions du monde, sauf au Japon ou elle appartient à JVC. Le back catalogue de La Voix de son maître est réparti au sein des labels Warner Classics et Parlophone.
En raison des propriétaires différents dans les diverses régions du monde, la marque HMV (La Voix de son maître) n’apparaît plus sur les disques à diffusion internationale à compter des années 1990.

### Boutiques HMV

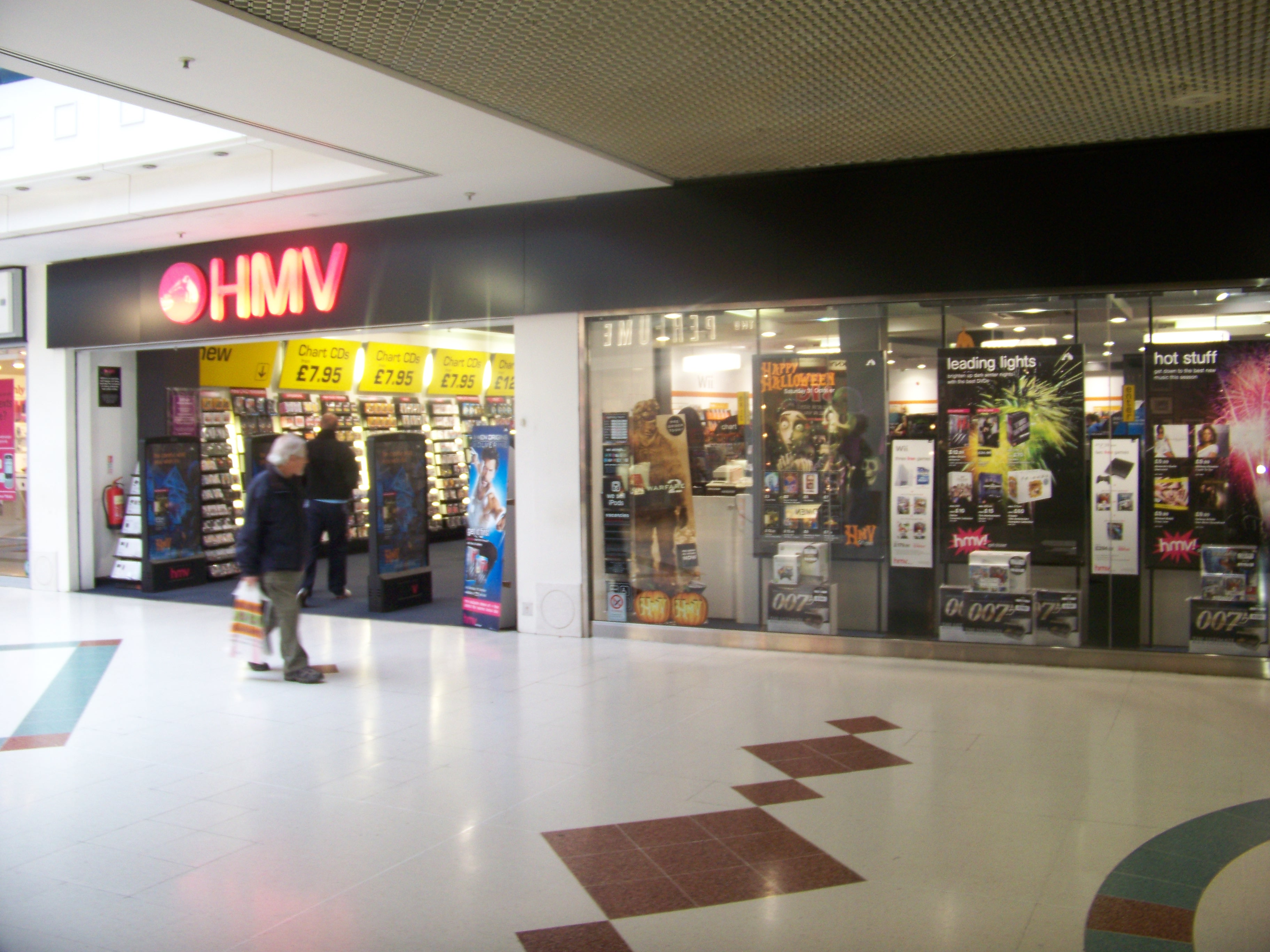
Détaillant à l’enseigne HMV à Darlington, au Royaume-Uni.

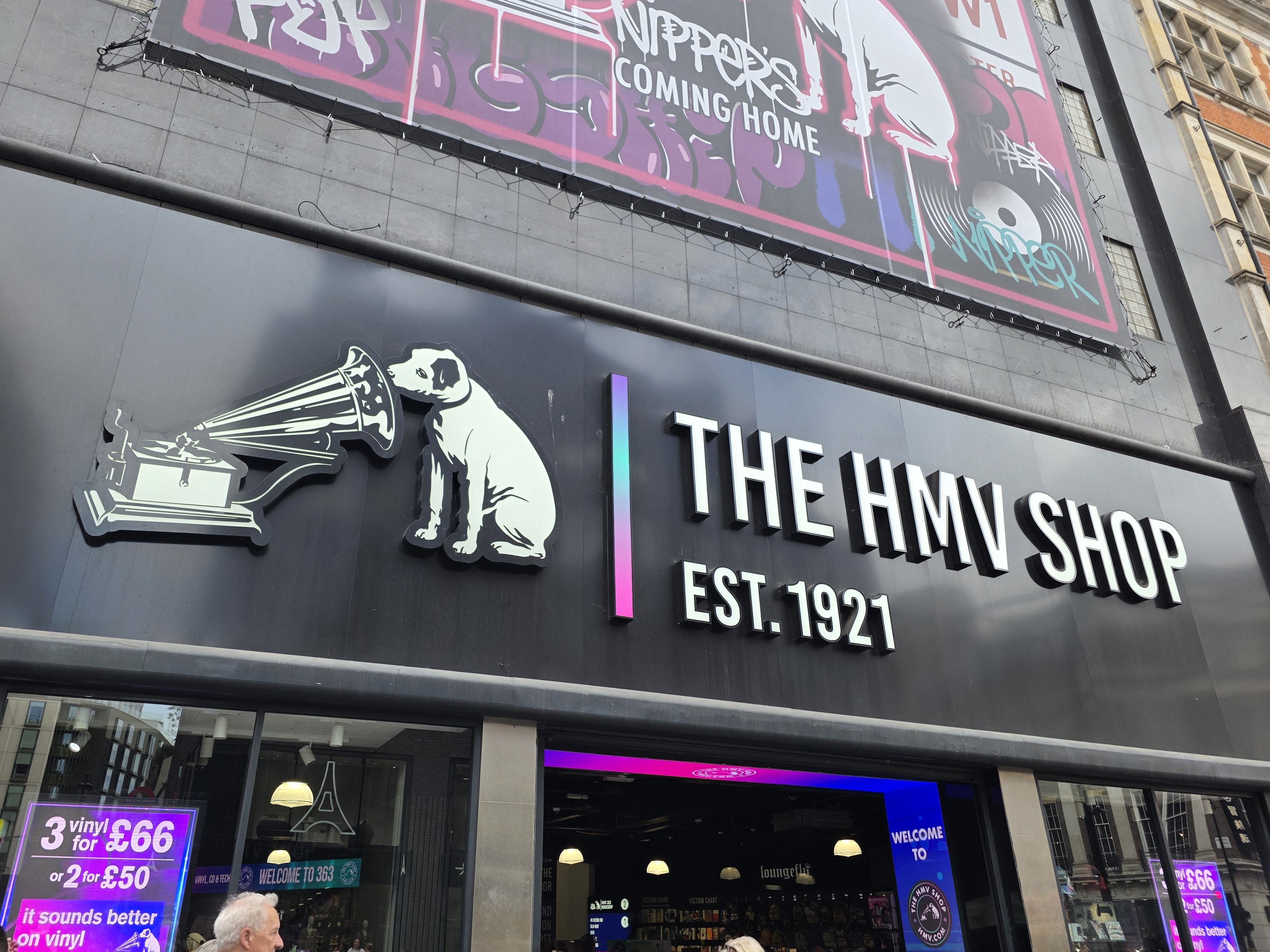
Enseigne du magasin HMV d'Oxford Street à Londres.

HMV est également un détaillant de disques et livres en Grande-Bretagne, au Canada, à Hong Kong, au Japon et dans quelques autres pays. Les droits de la marque HMV appartenant aux disques EMI sont transférés au détaillant en 2003. En juin 2011, HMV vend ses 121 magasins canadiens à Hilco UK. Le 28 janvier 2017, HMV Canada annonce que ses 102 magasins fermeront leurs portes au 30 avril 2017, en raison de pertes financières trop importantes. En décembre 2018, HMV se met en procédure de faillite, mettant en jeu 125 magasins au Royaume-Uni pour 2 000 salariés.
En août 2006, 400 boutiques HMV sont recensées dans le monde entier.
Le 28 décembre 2018, HMV confirme avoir fait appel à KPMG en tant qu'administrateur et s'être placé sous administration judiciaire pour la deuxième fois en six ans
Le 5 février 2019, le détaillant canadien Sunrise Records annonce son acquisition de HMV Retail pour un montant non divulgué (rapporté plus tard comme étant de 883 000 £) Sunrise prévoyait de conserver la chaîne HMV et cinq magasins Fopp, mais ferme immédiatement 27 magasins. Fin février, HMV rouvre un certain nombre de magasins (dont une succursale Fopp),.
Le 24 novembre 2023, le magasin phare historique d'Oxford Street à Londres rouvre ses portes.